# 대한민국 제5대 대통령 선거 국민의당 후보 선출
국민의당 제5대 대통령 후보 지명은 1963년 9월 14일 우양 허정이 신정당, 민우당, 민정당 출신 일부, 자유당 출신 일부, 무소속 등의 통합으로 창당된 국민의당의 제5대 대선 후보로 추대된 것을 말한다.

## 개요

### 통합
1963년 1월 정치활동 재개 이후 재야세력의 결속된 힘만이 군정세력을 꺾을 수 있다는 공통된 신념에서 야당통합운동이 몇 갈래로 전개되었다.
1963년 7월 5일 민정당의 대통령 후보 윤보선은 야권 단일화를 위하여 후보직을 사퇴한다고 발표하였다. 이로써 민정당, 민우당, 신정당 등 3개 야당의 통합운동이 활기를 띠게 되었다. 민주당은 야권 단일 후보를 내는 것에는 응하면서도 합당은 참여하지 않기로 하였다. 8월 1일 3당 대표들 400여명은 서울시민회관에서 통합야당 '국민의당' 발기인 대회를 가졌다.

### 분열
국민의당은 대통령 후보 문제를 놓고 깊은 고민에 빠지게 되었다. 민우당의 이범석 전 국무총리는 불출마를 섬언한 가운데, 허정 전 대통령 권한대행을 지지하는 신정당과 김도연 전 신민당 당수를 지지하는 민정당 간에 치열한 신경전이 벌어진 것이었다.
9월 4일 야당연합단일대통령후보추진협의회·재야정치지도자회의 연석회의에서 실시된 모의투표 결과 허정이 9표, 김도연이 2표를 받아, 재야 지도자들은 허정을 단일 후보로 지지하기로 하였다. 이같이 허정이 대세론을 형성하자 민정당은 다시 김도연 대신 윤보선을 내세우기로 하였다.
9월 5일 국민의당 창당대회 겸 대통령 후보 지명대회가 서울 시민회관에서 803명의 대의원이 참석한 가운데 열렸다. 다수파인 민정당 계열은 후보선출 투표를, 반대파는 사전조정을 주장 하면서 격돌하여 대회장은 아수라장으로 변하고 말았다. 결국 국민의당은 대회 첫날도, 이튿날도 후보 선출에 실패하였다. 끝내 양파는 합의를 이루지 못했고, 민정계는 국민의당을 이탈해 윤보선을 재추대했다.

### 전당대회
1963년 9월 14일, 국민의당은 대의원 651명 중 571명이 참석한 가운데 전당대회를 열고 만장일치로 허정 전 총리를 대통령 후보로 추대하였다.

## 같이 보기
- 대한민국 제5대 대통령 선거